# Sławków
Sławków [ˈswafkuf] är en liten stad i södra Polen i Śląsk vojvodskap sedan 1999, tidigare i Katowice vojvodskap. Sławków hade år 2009 6 901 invånare och en area på 36,6 km².